# ITF Grodzisk Mazowiecki
Das ITF Grodzisk Mazowiecki (offiziell: Kozerki Open) ist ein Tennisturnier der ITF Women’s World Tennis Tour, das in Grodzisk Mazowiecki, Polen, auf Sandplatz ausgetragen wird.

## Siegerliste

### Einzel
| Jahr                   | Siegerin           | Finalgegnerin    | Ergebnis       |
| ---------------------- | ------------------ | ---------------- | -------------- |
| ↓ Kategorie: $25.000 ↓ |                    |                  |                |
| 2019                   | Maja Chwalińska    | Dejana Radanović | 7:65, 6:4      |
| 2020                   | abgesagt           | abgesagt         | abgesagt       |
| ↓ Kategorie: $60.000 ↓ |                    |                  |                |
| 2021                   | Ekaterine Gorgodse | Chloé Paquet     | 7:67, 0:6, 6:4 |
| ↓ Kategorie: W100 ↓    |                    |                  |                |
| 2022                   | Kateřina Siniaková | Magda Linette    | 6:4, 6:1       |

### Doppel
| Jahr                   | Siegerinnen                        | Finalgegnerinnen                   | Ergebnis          |
| ---------------------- | ---------------------------------- | ---------------------------------- | ----------------- |
| ↓ Kategorie: $25.000 ↓ |                                    |                                    |                   |
| 2019                   | Ania Hertel Anastassija Schoschyna | Ulrikke Eikeri Isabella Schinikowa | 6:76, 6:2, [10:4] |
| 2020                   | abgesagt                           | abgesagt                           | abgesagt          |
| ↓ Kategorie: $60.000 ↓ |                                    |                                    |                   |
| 2021                   | Bárbara Gatica Rebeca Pereira      | Jang Su-jeong Lee Ya-hsuan         | 6:3, 6:1          |
| ↓ Kategorie: W100 ↓    |                                    |                                    |                   |
| 2022                   | Alicia Barnett Olivia Nicholls     | Vivian Heisen Katarzyna Kawa       | 6:1, 7:63         |

## Quelle
- ITF Homepage